# Unnamed Indian Reserve 10
Unnamed Indian Reserve 10 är ett reservat i Kanada.   Det ligger i provinsen British Columbia, i den västra delen av landet, 4 100 km väster om huvudstaden Ottawa. Unnamed Indian Reserve 10 ligger vid sjön Atlin Lake.
Trakten runt Unnamed Indian Reserve 10 är nära nog obefolkad, med mindre än två invånare per kvadratkilometer.